# Cerved Group

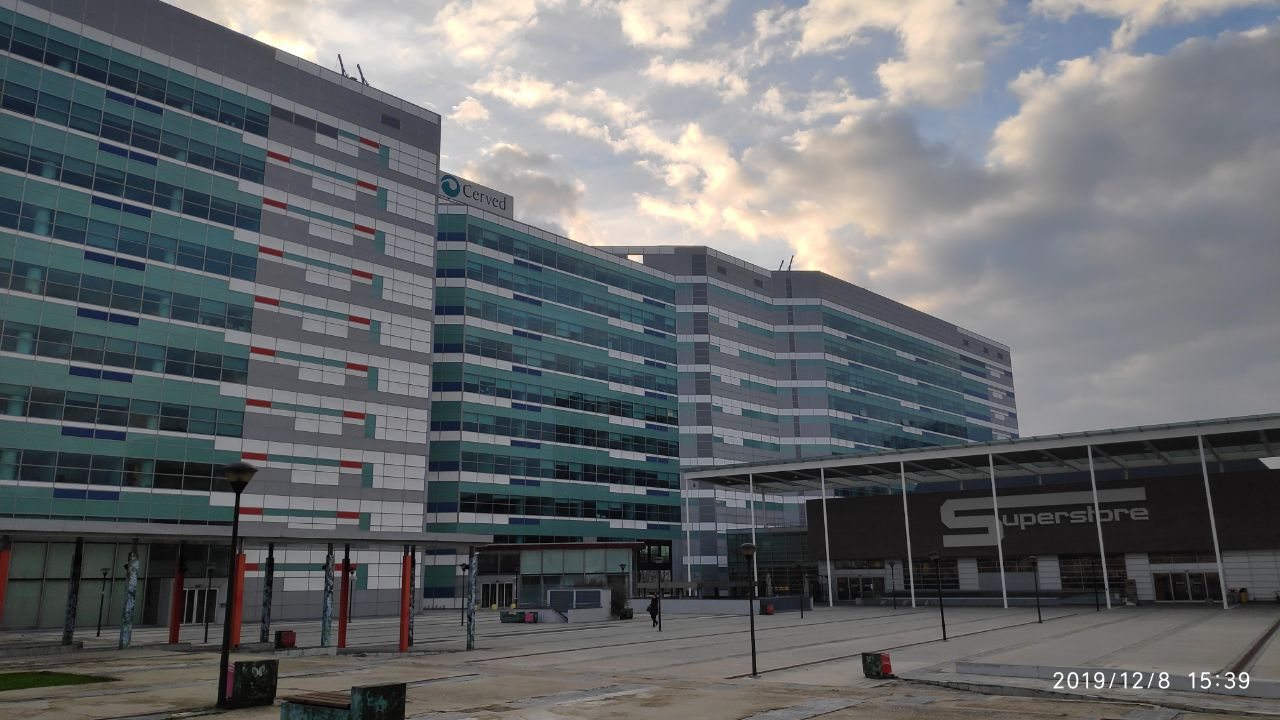
Cerved a San Donato Milanese (dicembre 2019)

Cerved Group S.p.A. è un gruppo con sede a San Donato Milanese  che opera come agenzia di informazioni commerciali: valuta la solvibilità e il merito creditizio delle imprese, monitora e gestisce il rischio di credito durante tutte le fasi e definisce strategie di marketing. Cerved opera come agenzia di rating tramite Cerved Rating Agency S.p.A.
Dal 2014  al febbraio 2022 ha fatto parte dell'indice FTSE Italia Mid Cap della Borsa di Milano. Cerved Group Spa a seguito dell’Offerta Pubblica di Acquisto sul capitale di Cerved è entrata in ION Group a settembre 2021.

## Storia
Cerved Information Solutions S.p.A. nasce nel settembre 2009 dai fondi di private equity Bain Capital e Clessidra con l'integrazione di sette storiche agenzie di ragguaglieria commerciale: Centrale dei Bilanci, Cerved, Lince, Pitagora, Databank, Finservice e Consit. Nel novembre 2011 vengono acquisite Jupiter Asset Management, Jupiter Iustitia e Resolution, società specializzate nella valutazione e nella gestione dei crediti problematici. A fine 2011 viene anche acquisita, da Class Editori e Intesa Sanpaolo, la società bresciana MF Honyvem. L'azienda, che raggruppa Centrale dei Bilanci, Cerved, Lince, Databank, Finservice, Consit, Honyvem e Jupiter, ha come azionista di riferimento il fondo di private equity CVC Capital Partners che agli inizi del 2013 ne ha rilevato il 100% dai fondi Bain Capital e Clessidra.
A maggio 2014 l'Assemblea degli azionisti di Cerved Group S.p.A., conferisce il ramo d'azienda dedicato all'esercizio delle attività di determinazione del merito creditizio a Cerved Rating Agency S.p.A., interamente controllato da Cerved Information Solutions S.p.A.
Nel giugno 2014 Cerved Information Solutions S.p.A. - Holding direzionale del Gruppo Cerved - debutta alla Borsa di Milano.
A ottobre 2014 Cerved Information Solutions S.p.A. acquisisce, tramite la controllata Cerved Credit Management Group S.r.l., l'80% di Recus S.p.A. e nell'aprile 2015 acquisisce da Creval il 100% di Finanziaria San Giacomo S.p.A.
Nel settembre 2017 sigla un accordo con la Banca Popolare di Bari per 1,1 miliardi di Npl (crediti deteriorati) da recuperare. Un mese più tardi accordo con Mps: la banca senese vende a Cerved 13 dei 21 miliardi di sofferenze.
Il 30 Luglio 2019 Cerved Group S.p.A. ha siglato un accordo vincolante per acquisire il controllo di MBS Consulting S.p.A., una delle principali società di business consulting a capitale italiano, all'interno di un programma di crescita della partecipazione che prevede l'acquisizione del 100% del capitale in 5 anni.

## Attività
Informazioni commerciali: valuta il profilo economico-finanziario e l'affidabilità di imprese e persone fisiche, compresa la rischiosità del portafoglio crediti e la definizione di modelli di valutazione e sistemi decisionali.
Analisi di mercato: identifica i nuovi clienti e partner, conduce analisi sul contesto competitivo, migliora la performance e approfondisce la conoscenza sui clienti. Sviluppa soluzioni e progetti personalizzati per definire strategie commerciali.
Recupero crediti: gestione stragiudiziale e legale, valutazione dei credit e remarketing di beni mobili e immobili.

## Dati economici
Nel 2017 Cerved ha registrato ricavi per 401,6 milioni di euro con un aumento del 6,5% sul 2016, un utile di 58,3 milioni, un Ebitda  pari a 185,4 milioni (+3,4%). Gli asset gestiti da Cerved Credit Management, la società che si occupa di gestire gli Npl (i crediti deteriorati) raggiungono i 48,8 miliardi di euro.

## Riconoscimenti
Cerved Rating Agency, azienda del Gruppo Cerved, ha ottenuto i seguenti riconoscimenti:
- Registrata quale Agenzia di Rating Europea ai sensi del Regolamento CE n. 1060/2009 e sottoposta alla vigilanza dell'European Securities and Markets Autorithy (ESMA)
- Riconosciuta quale External Credit Assessment Institution (ECAI) ai sensi del regolamento CE n. 575/2013
- Esclusione da Rating Tool da parte di BCE al 5 luglio 2012 nell'ambito dell'Eurosystem Credit Assessment Framework (ECAF)